# アダム・クライマー
アダム・クライマー（Adam Clymer, 1937年4月27日 - 2018年9月10日）は、アメリカのジャーナリスト。元ニューヨーク・タイムズ記者。

## 経歴
ニューヨーク州ニューヨークに生まれる。ケープタウン大学を卒業後、1977年にニューヨーク・タイムズに入社。主に政治部記者として26年間勤めた。

## ブッシュとの確執
2000年アメリカ合衆国大統領選挙の際、クライマーが共和党大統領候補(当時)のジョージ・W・ブッシュに批判的な記事を書いたことが発端となり、その後ナッシュビルで行われた共和党のキャンペーンに参加したブッシュが、取材に来ていたクライマーを見つけ、副大統領候補(同)のディック・チェイニーに「見ろよ、アダム・クライマーだ。メジャー級のクソ野郎さ。（There's Adam Clymer, major-league asshole from the New York Times.）」と囁き、チェイニーも「ああ、本当だ。(Yeah, big time.)」と返した。この発言がマイクに拾われており、一時物議を醸したが、後にブッシュが謝罪した。

## 家族
1961年に妻のアンと結婚。一人娘のジェーンを授かるが、18歳のときに飲酒運転で亡くした。後、クライマーはヴァーモント大学でジェーンの名を冠した記念奨学金制度を創立した。
2018年9月10日、膵臓がんのためワシントンD.C.の自宅で死去。81歳没。